# 三根正亮

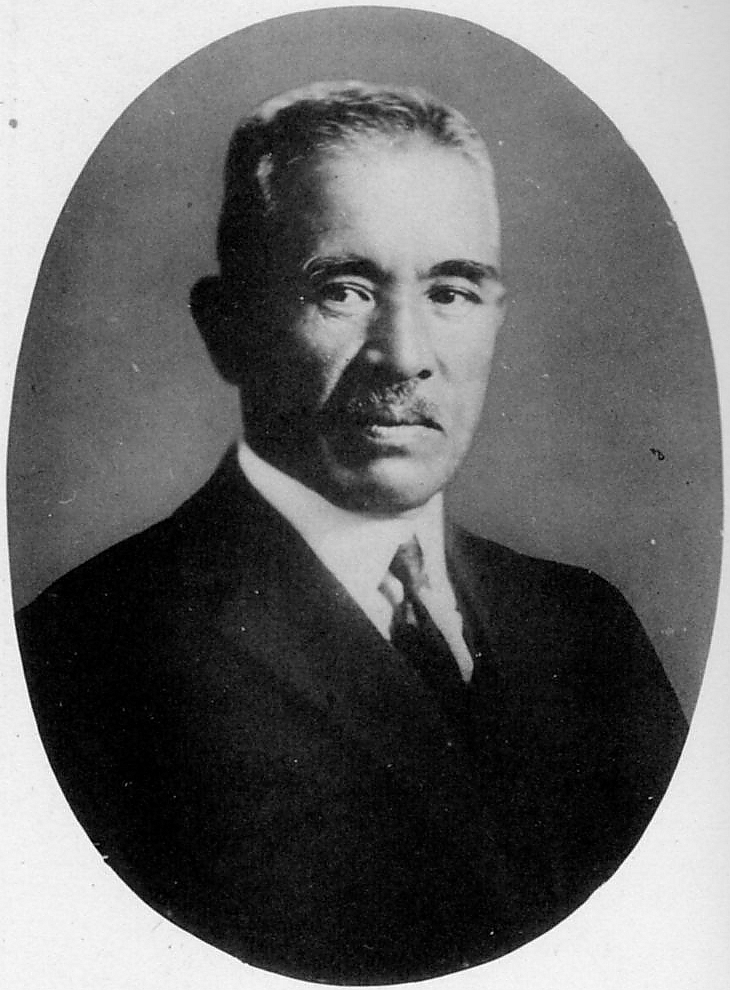
大同電力時代の肖像写真

三根 正亮（みね せいりょう、明治4年1月6日〈新暦：1871年2月24日〉 - 1939年〈昭和14年〉7月13日）は、明治から昭和初期にかけて活動した日本の電気技術者、実業家。逓信省や鉄道院の技官を経て民間に入り大同電力常務取締役などを務めた。福岡県出身。

## 技官時代
三根正亮は、明治4年1月6日（新暦：1871年2月24日）、福岡県三根幾次の長男として生まれた。1890年（明治23年）福岡県立尋常中学修猷館、1892年（明治25年）7月熊本の第五高等中学校工科を経て、1895年（明治28年）7月帝国大学工科大学電気工学科を卒業した。大学在学中に京都電気鉄道の設計に関与している。
卒業後はすぐに逓信省へ入省。1895年8月高等官に叙され電信建築技師となり、逓信省通信局勤務を命ぜられる。翌1896年（明治29年）4月、逓信技師に任ぜられる。また当時課題となっていた都市電気軌道の拡大に伴う地中埋設鉄管の電蝕問題に関する調査を命ぜられ、アメリカへと渡る。翌年に帰国した後は逓信技師として電気事業の指導・監督にあたり、1900年（明治33年）3月からは農商務省特許局審査官も兼ねた。1905年（明治38年）になり4月に逓信省では逓信技師から通信技師へと移るが、5月31日付で依願により通信技師・特許局審査官ともに免官となった。
官職を辞した三根は東京電力株式会社の技師長に就任した。同社は山梨県を流れる相模川（桂川）の水利権と横浜・沼津・静岡3市への電力供給権を持つ電力会社で、資本金は600万円、社長は浅田徳則であった。ただし東京電力は未開業のまま1907年（明治40年）7月東京電灯へと吸収された。また東京電力技師長の傍ら高知県営水力発電事業にも参加する。県営発電事業は吉野川水系穴内川から香長平野へと水を引く甫喜ヶ峰疎水を活用するもので、平山発電所として1906年12月着工・1909年（明治42年）2月竣工に至る。三根はこの発電所の設計を担当した。
1909年6月11日、官界に戻って鉄道院技師に任ぜられた。翌年時点の職員録には東部鉄道管理局電気課長を務めるとある。1913年（大正2年）5月、鉄道管理局組織変更に伴い東京鉄道管理局電気課長に就任。鉄道院時代には官営水力発電事業や信越本線碓氷峠区間における第三軌条方式の電化工事などに携わった。1914年（大正3年）12月勲五等瑞宝章受章。翌1915年（大正4年）6月5日、勅任官である高等官二等に昇格するが、同日付で依願により鉄道院技師を免官となった。退官後、30日付で正五位に叙されている。

## 民間時代
2度目の退官後は京都の島津製作所に入り蓄電池部技師長に就任する。島津製作所が蓄電池事業の大規模化を試みた際には、三根が斡旋して大倉喜八郎の出資を取り付けた。大倉の出資を加えた新会社・日本電池（現・ジーエス・ユアサコーポレーション）の設立に発起人や創立委員として参画する。1917年（大正6年）1月に会社が発足すると役員には選ばれていないものの技師長を務めたが、在任期間は短く半年後の6月30日付で病気のため退職した。
1917年から翌年にかけて再度アメリカへ渡り、水力発電事業や電気製鉄事業を視察。帰国すると木曽電気製鉄（後の木曽電気興業）の設立に加わり、1918年（大正7年）9月8日付の会社設立とともに常務取締役に就任した。同社は名古屋の電力会社名古屋電灯が木曽川開発や電気製鉄事業を目的に設立した新会社である。社長は福澤桃介。三根は3人いた常務のうちの1人で、名古屋の本社とは別に東京に置かれた東京出張所で勤務した。この時期、福澤系の企業では他にも製鋼用人造黒鉛電極の自給を目的とする東海電極製造（現・東海カーボン）の監査役を1918年4月の会社設立から1920年（大正9年）11月にかけて務めている。
1919年（大正8年）、木曽電気興業によって関西地方への長距離送電を目指す大阪送電という会社が設立される。同社は1921年（大正10年）2月に母体の木曽電気興業と日本水力を合併し、大同電力へと発展する。この合併に先立つ1920年11月に合併会社からの役員を入れた際、三根も常務取締役に選ばれた。大同電力では5人いた常務のうちの1人である。常務時代は名古屋勤務で、木曽川・矢作川その他の水力開発に従事した。また旧木曽電気製鉄から引き継いだ鉄鋼事業を大同電力本体から分離して1921年11月に大同製鋼（大同特殊鋼の前身）が設立されると取締役の一人となった。ただし翌1922年（大正11年）7月に大同製鋼が電気製鋼所の事業を統合して大同電気製鋼所となった際に退いており、在任期間は1年に満たない。
福澤系企業に携わる傍ら、1917年11月、小穴秀一が自身の電気器具工場を法人化して小穴製作所（後の日本電気精器、現・TDKラムダ）を設立した際に、小穴の友人として三根も取締役に就任した。以後1924年（大正13年）まで在任している。
1925年（大正14年）12月、大同電力常務を辞任。1923年10月から務めた大同電力傍系会社神岡水電の監査役も1928年（昭和3年）4月に退いた。そして常務辞任後も留任していた大同電力取締役についても翌1929年（昭和4年）12月26日付の任期満了をもって退任した。同年12月中に小穴製作所顧問も病気療養のため辞任し、以後隠居生活を送った。1939年（昭和14年）7月13日、病気のため死去、享年69。